# Nassaria gracilis
Nassaria gracilis is een slakkensoort uit de familie van de Buccinidae. De wetenschappelijke naam van de soort is voor het eerst geldig gepubliceerd in 1902 door G.B. Sowerby III.